# Honda Accord (4. generation)
Honda Accord er en stor mellemklassebil fra den japanske bilfabrikant Honda. Den fjerde generation blev bygget i årene 1989 til 1994.

## Sedan
I 1989 fandt et modelskifte af Accord sted i Japan, og et år senere i resten af verden. Modellen har vundet flere designpriser. Bilen voksede i længde og højde, og fik ligeledes en længere akselafstand. Der kom nye motorer på 1,8, 2,0 og 2,2 liter i forskellige effekttrin. Den fra Prelude kendte firehjulsstyring (4WS) kunne også fås til denne model. På det japanske marked fandtes der en søstermodel med øget udstyr, Honda Ascot. Topmodellen i Accord-serien hed i Japan Honda Inspire, og havde forlænget akselafstand samt femcylindret motor.
| Modelkode | Slagvolume cm³ | Max. effekt kW (hk) / omdr. | Max. drejningsmoment Nm / omdr. | Motorkode   | 0-100 km/t sek. | Topfart km/t | Salgsland(e)          | Årgange     | Bemærkninger                 |
| --------- | -------------- | --------------------------- | ------------------------------- | ----------- | --------------- | ------------ | --------------------- | ----------- | ---------------------------- |
| CB1       | 1850           | 73 (99) / 6000              | 145 / 3800                      | F18A        |                 | 178          | J, NL                 | 1989 − 1993 |                              |
| CB2       | 1850           | 77 (105) / 6000             | 143 / 4000                      | F18A        |                 | 178          | J                     | 1989 − 1991 |                              |
| CB3/4     | 1997           | 66 (90) / 5500              | 149 / 2700                      | F20A        |                 |              | EUR, J                | 1989 − 1993 | Ikke egnet til E10-brændstof |
| CB3/4     | 1997           | 81 (110) / 5700             | 159 / 3700                      | F20A        | 10,9            | 184          | EUR, J                | 1989 − 1993 | Ikke egnet til E10-brændstof |
| CB3/4     | 1997           | 98 (133) / 5300             | 179 / 5000                      | F20A PGM-FI | 9,2             | 200          | EUR, J                | 1989 − 1993 |                              |
| CB3/4     | 1997           | 110 (150) / 6100            | 186 / 5000                      | F20A DOHC   |                 | ca. 215      | EUR, J                | 1989 − 1993 |                              |
| CB7       | 2156           | 110 (150) / 5900            | 198 / 5000                      | F22A PGM-FI | 8,4             | 212          | AUS, EUR, J, USA, UAE | 1989 − 1993 |                              |
| CC1       | 1997           | 92 (125)                    |                                 | F20A PGM-FI |                 |              | NL                    | 1992 − 1993 |                              |
| CD2       | 2156           | 107 (145)                   |                                 | F22A PGM-FI |                 |              | NL                    | 1993        |                              |

1. ↑  Med automatgear 108 kW (147 hk)

## Coupé
I år 1990 blev Accord-programmet udvidet med en todørs coupé. Bilen blev igen udviklet og fremstillet i USA af Honda of America Mfg.. Coupéen var baseret på sedanen, og var udstyret med den 2,2-liters SOHC-motor, som ved faceliftet i 1992 i Europa blev afløst af en 2,0-liters SOHC-motor.
| Modelkode | Slagvolume cm³ | Max. effekt kW (hk) / omdr. | Max. drejningsmoment Nm / omdr. | Motorkode        | 0-100 km/t sek. | Topfart km/t | Salgsland(e) | Årgange     | Bemærkninger |
| --------- | -------------- | --------------------------- | ------------------------------- | ---------------- | --------------- | ------------ | ------------ | ----------- | ------------ |
| CB6       | 1997           | 110 (150) / 6100            | 186 / 5000                      | F20A PGM-FI DOHC |                 | ca. 215      | J            | 1990 − 1994 |              |
| CB7       | 2156           | 93 (126) / 5200             | 185 / 4000                      | F22A PGM-FI      |                 |              | CDN, USA     | 1990 − 1994 |              |
| CC1       | 1997           | 98 (133) / 5300             | 179 / 5000                      | F20A PGM-FI      | 9,2             | 200          | EUR          | 1992 − 1994 |              |

## Aerodeck
I år 1991 blev programmet igen udvidet, denne gang med en stationcar. Bilen var, ligesom den året før introducerede coupé, udviklet og bygget i USA. Modellen kom til Europa under navnet Accord Aerodeck, hvor den ellers blev solgt som Accord Wagon. Motoren var i starten udelukkende 2,2-litersmotoren fra den amerikanske Accord sedan, men i Europa senere også en 2,0-liters SOHC-motor.
| Modelkode | Slagvolume cm³ | Max. effekt kW (hk) / omdr. | Max. drejningsmoment Nm / omdr. | Motorkode   | 0-100 km/t sek. | Topfart km/t | Salgsland(e) | Årgange     | Bemærkninger |
| --------- | -------------- | --------------------------- | ------------------------------- | ----------- | --------------- | ------------ | ------------ | ----------- | ------------ |
| CB8       | 2156           | 110 (150) / 5900            | 198 / 5000                      | F22A PGM-FI | 8,4             | 212          | EUR          | 1991 − 1994 |              |
| CB9       | 2156           | 104 (141) / 5600            | 192 / 4000                      | F22A PGM-FI |                 |              | J, USA       | 1991 − 1994 |              |
| CC9       | 1997           | 98 (133) / 5400             | 182 / 4200                      | F20Z PGM-FI | 9,2             | 193          | EUR          | 1992 − 1994 | [ 2 ]        |

1. ↑  Med automatgear 108 kW (147 hk)

## Sikkerhed
Modellen bedømmes af det svenske forsikringsselskab Folksam til at være mindst 40 procent mindre sikker end middelbilen.